# 皺蓋鐘菌
皺蓋鐘菌（學名：Verpa bohemica）是羊肚菌科的一種真菌，屬於假羊肚菌的一種。這種蕈類的菌蓋為淺黃色至棕色，呈頂針狀，直徑為2－4公分，長2－5公分，表面有如腦狀的皺褶與迴旋。菌柄較為脆弱，為淺色，可長達12公分，厚1－2.5公分。在顯微鏡下，這種蕈類的特徵為大型的孢子，足有60－80微米長、15－18微米寬，且每個子囊只有兩個孢子亦是其特色（一般的子囊菌每個子囊具有八個孢子）。
在野外，本種可以菌蓋和菌柄的連接方式和真羊肚菌區別，皺蓋鐘菌的菌柄上的菌蓋是完全和菌柄游離的。雖然許多人認為皺蓋鐘菌可食，但仍不建議食用，有報導指稱它對部分過敏的人是有毒的，中毒症狀包括腸胃不適和肌肉失去協調。皺蓋鐘菌分布於北美洲、歐洲與亞洲。在早春融雪後，在木頭上產生子實體，比羊肚菌還早出現。歐洲的真菌學家常以異名Ptychoverpa bohemica稱呼本種。

## 分類、支序與命名
本種最早由捷克真菌學家尤利烏斯·溫岑茲·馮·克羅姆布霍爾茲（Julius Vincenz von Krombholz）於1828年描述，並命名為Morchella bohemica，1893年，德國博物學家約瑟夫·梭羅德將其改分至鐘菌屬下，Ptychoverpa bohemica則是法國人让·路易·埃米尔·布迪耶（Jean Louis Émile Boudier）關於盤菌綱的專著中使用的一個異名，現在仍偶爾被一些學者，特別是歐洲真菌學家使用。布迪耶認為皺蓋鐘菌子囊上短少的側絲和大型、圓弧狀的子囊孢子以足夠將本種獨立為一個新的屬，此命名法中的屬名Ptychoverpa目前是鐘菌屬下的一個組（種以上，屬以下的一個分類單位），此節的特徵為菌蓋上縱向、較粗並可能有分支的脊狀突起。
種小名bohemica指的是波希米亞（現今捷克的一部份），是克羅姆布霍爾茲最早發現皺蓋鐘菌並收集樣本之處。Ptychoverpa則是來自古希臘文的ptyx（ptychos為所有格），指的是摺疊、層狀。本種的俗名包括早羊肚菌（early morel）或皺紋頂針傘（wrinkled thimble-cap）。

## 描述

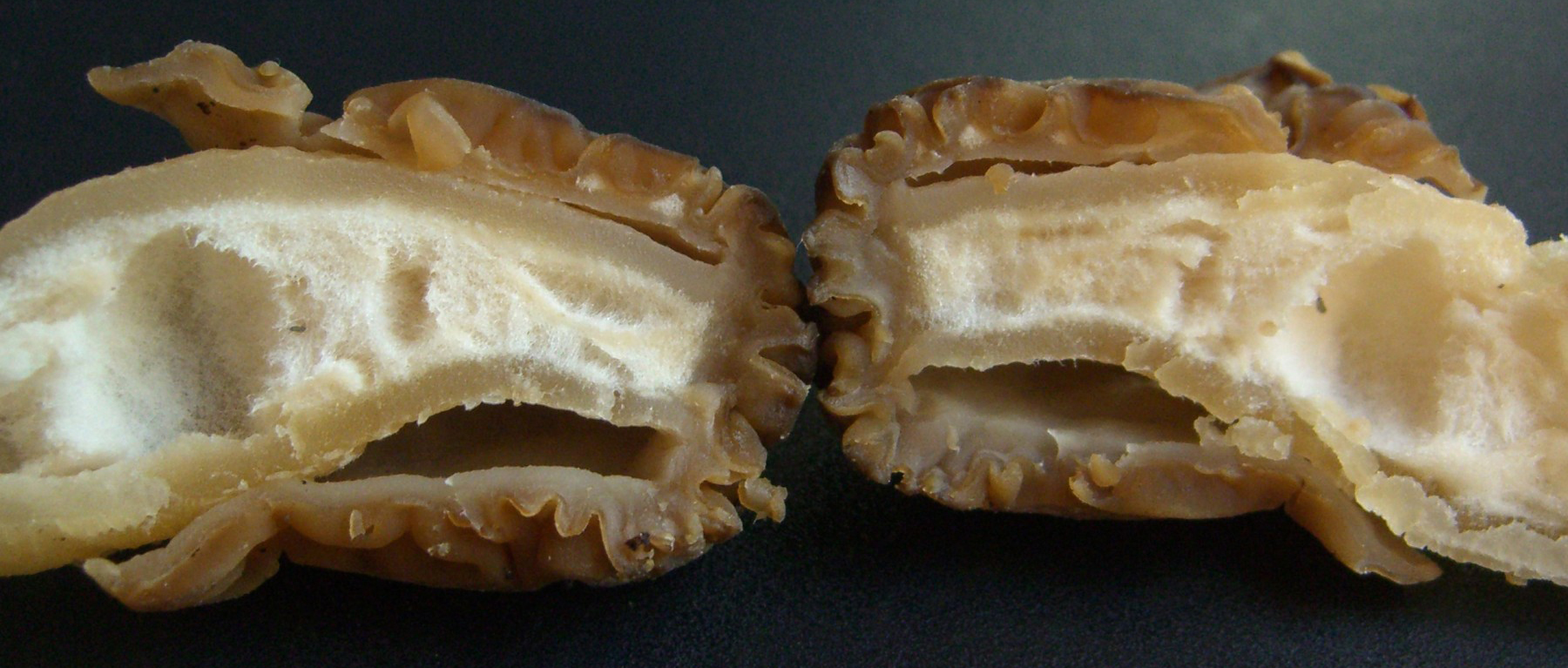
幼小子實體內部被棉狀的軟組織填滿

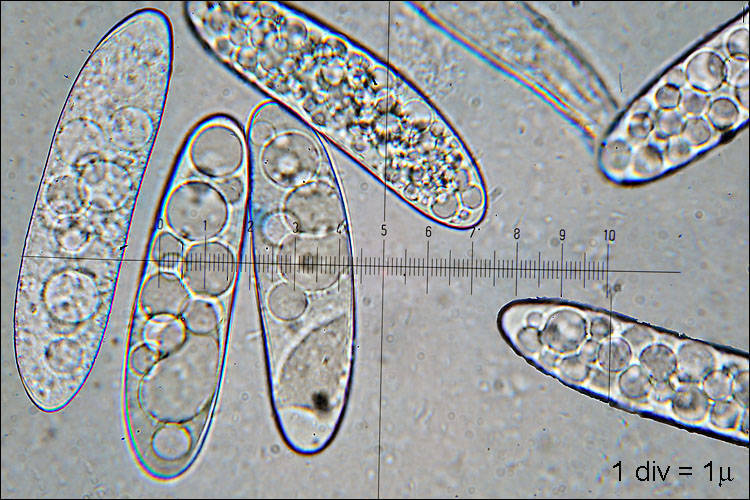
子囊孢子非常大，可長至80微米

皺蓋鐘菌的子囊果直徑為2－4公分，長達2－5公分，呈圓錐狀與鐘狀，表面折疊許多縱向的脊狀突起，並常交織成網絡狀。菌蓋與菌柄鐮接處只有在菌柄的頂端互相接觸，邊緣分葉不與菌柄接觸，顏色由黃棕色至紅棕色，下方則是白色。菌柄長6－12公分，厚1－2.5公分，顏色為乳白色，基部是最粗的，由下往上逐漸變細。雖然菌柄剛形成時充滿著棉狀的軟組織，但成熟會會逐漸變為中空。總體來說這種蕈十分脆弱，孢子印為黃色，菌髓為白色。
和其他典型真菌物種比起來，皺蓋鐘菌的子囊孢子非常巨大，可長至60－80微米，寬15－18微米，其為橢圓形，平坦，有時則會彎曲，呈透明至淺黃色。多數子囊菌的每個子囊中有八個子囊孢子，而皺蓋鐘菌的子囊只有兩個孢子（少數為三個）是本種特色之一，平坦、橢圓的子囊長275－350微米，寬16－23微米。英裔加拿大真菌學家亞瑟·亨利·雷金納德·博勒認為皺蓋鐘菌的子囊有向日性，即其會朝光線彎曲，他描述：「我對菌蓋進行橫切，將片段放在顯微鏡下觀察，並發現在所有子實層的凹溝中，子囊都向外彎曲，因為它們的囊蓋面對了最多的光線。」這種對光線刺激的反應非常重要，因為它可以協助子實體往外界的開放空間釋放孢子，增加孢子隨風被傳播的機會。側絲較為粗短，頂端直徑7-8微米。

### 可食性
皺蓋鐘菌的可食性是有疑問的，雖然有許多人食用這種真菌，但已有報導指出一次食用太大量或連續幾天食用這種蕈類會在部分過敏的人產生毒性。中毒症狀包括腸胃不適與肌肉失去協調，與另一種假羊肚菌鹿花菌的食用後症狀相似。造成鹿花菌毒性的毒素為鹿花菌素，皺蓋鐘菌有可能也能合成少量的該毒素。也有報導顯示過度食用這種蕈而導致昏迷。欲食用者建議先以大量的水煮過，將水倒掉並乾燥後再食用，並且對於首次食用者應只食用少量以測試自己的耐受度。有些人建議只使用菌傘而拋棄菌柄。此種真菌的口感評價不一，包括「氣味強烈但與羊肚菌不同」、「氣味溫和」與「普通」等。

### 相似物種
與皺蓋鐘菌最相近的物種圆锥钟菌的菌蓋通常是平滑的，但也有菌蓋有皺紋的樣本被發現，兩種蕈可在顯微鏡下被區分，因為圓錐鐘菌的子囊有八個子囊孢子。其在北美洲的分布範圍較皺蓋鐘菌往南延伸許多。另一相似的類群是半開羊肚菌，具有蜂巢狀的菌蓋，約有一半的長度和菌柄相連，其菌蓋的突起部分較凹陷部分還深，且在基部有縱向的針孔，這是皺蓋鐘菌沒有的。另外半開羊肚菌的菌柄橫切是中空的，皺蓋鐘菌的幼小子實體菌柄中央則有棉狀軟組織。皺蓋鐘菌可用大個多的孢子和所有相似物種區別。

## 生態、棲地與分布
皺蓋鐘菌的蕈在早春單獨或集中的分布在地上的木頭上，通常在羊肚菌出現前就出現，並持續整個羊肚菌的出現季節。通常沿著河床分部，靠近三角葉楊、楊與柳，並可能被植物廢棄物掩蓋。子實體的形成需要濕潤的環境與充足的陽光，其最低生長溫度為攝氏3度，最適生長溫度為攝氏22度，最高生長溫度為攝氏30度。一項對於碳與氮的同位素比例分析指出皺蓋鐘菌是腐生營養的，即透過分解環境中的有機物取得養分，但也有證據指出其在生活史中的至少一部分會與植物形成菌根。皺蓋鐘菌廣泛分布於北美洲北部，其南界在美國中西部為五大湖區，在美國西岸則是加州北部。皺蓋鐘菌也廣泛分布於歐洲，其樣本已在奧地利、捷克、丹麥、芬蘭、德國、挪威、波蘭、俄羅斯、斯洛維尼亞、西班牙、瑞典與烏克蘭被採集。在亞洲則已有在印度與土耳其被發現的紀錄。
在愛荷華州，一項長達十年的研究分析羊肚菌與假羊肚菌的分布情形、子實體長出時間等的研究指出皺蓋鐘菌是春天最先長出子實體的蕈類，在落葉植物開始長出新葉後就出現，接著依序是黑脉羊肚菌、美味羊肚菌，最後是粗柄羊肚菌（Morchella crassipes）。子實體可作為Porricondyla media、曲茎泉蝇（Pegomya geniculata）、環飾冬大蚊等雙翅目昆蟲的繁殖場所。

## 外部連結
- Verpa bohemica （页面存档备份，存于）於Index Fungorum
- Morels & False Morels of the Pacific Northwest （页面存档备份，存于）
- YouTube上關於皺蓋鐘菌的影片 （页面存档备份，存于）